# Джей и Молчаливый Боб наносят ответный удар
«Джей и Молчаливый Боб наносят ответный удар» (англ. Jay and Silent Bob Strike Back) — комедия американского кинорежиссёра Кевина Смита, ставшая пятым фильмом в так называемой вселенной View Askewniverse. Другие картины — «Клерки» (1994), «Лоботрясы» (1995), «В погоне за Эми» (1997), «Догма» (1999), «Клерки 2» (2006). Все эти фильмы объединены общими персонажами, сюжетными линиями, событиями, а также в них содержится множество намёков и ссылок друг на друга.

## Сюжет
Данте Хикс и Рэндел Грейвс получают запретительный судебный приказ против Джея и Молчаливого Боба, так как им наконец надоела наркоторговля возле торгового центра, где они работают. Также Джей и Молчаливый Боб рассказывают паре подростков, что Данте и Рэндел заключили брачный союз в стиле «Звездных войн». Джею и Молчаливому Бобу запрещено приближаться ближе чем на 30 метров к торговому центру в течение как минимум года. Они заходят к Броди Брюсу в его магазин комиксов, где узнают, что Miramax Films адаптирует «Пыхаря и Хроника», комикс, основанный на их сходстве.
Двое навещают Холдена МакНейла, соавтора «Пыхаря и Хроника», и требуют, чтобы он отдал им их гонорары за фильм, но Холден объясняет, что продал свою половину прав соавтору и художнику Бэнки Эдвардсу. Увидев негативный прием фильма в Интернете, пара отправляется в Голливуд, чтобы фильм не испортил их доброе имя или, по крайней мере, получить причитающиеся гонорары.
По пути Джей и Молчаливый Боб знакомятся с группой по освобождению животных: Джастис, Сисси, Мисси, Крисси и Брентом. Организация является прикрытием; Брент — простачок, который освобождает животных из лаборатории в качестве отвлекающего маневра, пока девушки грабят хранилище алмазов. Джей выбрасывает Брента из фургона, чтобы сблизиться с Джастис, к которой он испытывает влечение. Джастис симпатизирует двоим, но неохотно принимает их в качестве новых простачков. Пока девушки крадут алмазы, Джей и Молчаливый Боб освобождают животных, крадя орангутанга по имени Сюзанна. Они сбегают, когда приезжает полиция, фургон взрывается, и двое полагают, что девушки погибли.
Федеральный маршал дикой природы Уилленхолли прибывает на место преступления; не подозревая о краже алмазов, он претендует на юрисдикцию из-за сбежавших животных, все из которых были найдены, кроме Сюзанны. Полиция находит кадры видео, сделанные Сисси, на котором Джей утверждает, что он «командует клитором», при этом «Клитор» расшифровывается как «Коалиция ЛИквидации Терроризмом Обезьянего Рабства». Уилленхолли объявляет преступление актом терроризма и вызывает подкрепление, чтобы охотиться на «двух самых опасных людей на планете». Он находит Джея и Молчаливого Боба в закусочной около Васкес-Рокс и преследует их в канализационной системе близлежащей плотины. Сюзанна помогает паре скрыться от Уилленхолли, заманив того на плотину, но впоследствии ее похищает голливудское актерскому агентство по работе с животными.
Затем Джей и Молчаливый Боб ловят попутку и прибывают в Голливуд, а в конечном итоге и на площадку Miramax. Команда охранников преследует двоих по всей территории и нескольким съемочным площадкам, включая «Умница Уилл Хантинг 2: Сезон охоты».  Джей и Молчаливый Боб забирают Сюзанну со съемочной площадки «Крика 4» и оказываются в гримерке Джейсона Биггса и Джеймса Ван дер Бика, актеров, играющих в фильме Пыхаря и Хроника соответственно. Сюзанна избивает актеров, вырубая их, а Джей и Молчаливый Боб берут на себя роли, в то время как Ван дер Бик и Биггс арестованы после того, как их приняли за Джея и Молчаливого Боба.
Двое разговаривают с режиссером-расистом Чакой Лютером Кингом, который принимает их за дублеров Биггса и Ван дер Бика. Джей и Молчаливый Боб затем идут на съемочную площадку и вынуждены сражаться с Марком Хэмиллом, играющим суперзлодея из фильма «Херобоец» (комбинация ролей Хэмилла в качестве Джокера, Трикстера и Люка Скайуокера) в битве в стиле «Звездных войн». Уилленхолли, вооруженный дробовиком, прибывает, чтобы схватить двоих, но Джастис защищает их, признавая, что организация «Клитор» была всего лишь отвлекающим маневром. Появляются другие воры и начинается драка. Джей и Молчаливый Боб находят Бэнки и требуют, чтобы он прекратил производство фильма. Бэнки отказывается как из-за большой суммы денег, предложенной ему Miramax за фильм, так и из-за того, что интернет продолжит троллить их в любом случае. Затем Молчаливый Боб сообщает Бэнки, что он нарушил их первоначальный договор о правах на изображение, продав права на экранизацию Пыхаря и Хроника компании Miramax без их разрешения, и поэтому может столкнуться с юридическими проблемами, если не отдаст им их законные гонорары. Бэнки наконец смягчается и соглашается отдать двоим половину своей оплаты за фильм.
Затем Джастис сдает себя и свою бывшую команду Уилленхолли в обмен на более короткий срок и снятие обвинений с Джея и Молчаливого Боба. Двое тратят свои гонорары на то, чтобы найти всех, кто высмеивал их, их персонажей и фильм в Интернете, включая детей и монахов, и летят к тем, чтобы избить.  Сцена переходит в театр El Rey, где выходит группа людей, включая Данте, Рэндела, Бэнки, Стива-Дэйва Пульски, Уолта «Фаната» Гровера, Уильяма Блэка, Хупера Ламонте и сестер Алиссу и Тришу Джонс, которые только что посмотрели фильм «Пыхарь и Хроник», который был плохо принят. Джей и Молчаливый Боб в сопровождении Джастис и Уилленхолли (теперь агента ФБР) идут через улицу, чтобы насладиться вечеринкой, на которой выступают Моррис Дэй и The Time.

## В ролях
- Джейсон Мьюз — Джей
- Кевин Смит — Молчаливый Боб
  - Харли Квин Смит — Молчаливый Боб в коляске
- Бен Аффлек — Холден МакНейл / в роли самого себя
- Шэннон Элизабет — Джасти
- Элиза Душку — Сисси
- Эли Лартер — Крисси
- Дженнифер Швалбах Смит — Мисси
- Шон Уильям Скотт — Брент
- Уилл Феррелл — федеральный-маршал Уилленхолли
- Крис Рок — Чака Лютер Кинг
- Брайан О’Хэллоран — Данте Хикс
- Джефф Андерсон — Рэндел Грейвс
- Джейсон Ли — Броди / Бэнки Эдвардс
- Марк Хэмилл — Херобоец
- Мэтт Деймон — в роли самого себя
- Джордж  Ка́рлин —  в роли автостопщика

## Художественные особенности
Фильм изобилует цитатами из голливудских фильмов и различных комиксов.
Само название фильма отсылает к эпизоду V «Звёздных войн» (1980). Кевин Смит, будучи большим фанатом «Звёздных войн», охотно включает ссылки на эту эпопею в свои фильмы. Охранник Гордон на студии Miramax вызывает по рации «Базу Эхо» — кодовое название повстанческого аванпоста на Хоте из «Звёздных войн».
Имена охранников — ссылки на известных персонажей комиксов. Гордон (Джеймс Гордон) и Акинс — комиссары полиции Готэма из комиксов о Бэтмене; Шо — Себастиан и Шиноби Шо.
Эпизод на плотине, с которой якобы падают Джей и Молчаливый Боб — пародия на фильм «Беглец». Другая отсылка к этому фильму — название фармацевтической компании «Провазик», откуда Джей и Боб похищают обезьяну. В «Беглеце» такое название носило «волшебное лекарство».
В 1999 году Кевин Смит на своём форуме опубликовал крайне негативную рецензию на фильм «Магнолия», после чего разразилась настоящая война между фанатами Пола Томаса Андерсона и Кевина Смита. В фильме содержится намёк на эту вражду: ник одного из пользователей на форуме moviepoopshoot.com — Magnolia-Fan.
Имя и должность персонажа Уилла Феррелла — Federal Wildlife Marshal Willenholly — собраны из имен трёх персонажей: Маршалла, Уилли и Холли из сериала «Land of the Lost» (Federal Wildlife Marshal переводится как инспектор по охране окружающей среды.) Позднее Феррел сыграет Рика Маршалла в полнометражном фильме (2009).
Прохождение лазерной системы защиты в сцене с четырьмя воровками — пародия на фильм «Западня» (1999).
Фантазии Джея относительно использования обезьян компанией «Провазик» — пародия на фильм «Планета обезьян» (1968) и сериал «Секретные материалы»..
Многие эпизоды на студии Miramax пародируют фильмы, снятые там (на этой же студии были сняты все фильмы самого Смита). Некоторые актёры и режиссёры сыграли сами себя — так Гас Ван Сент, Бен Аффлек и Мэтт Деймон якобы участвуют в съёмках сиквела «Умницы Уилла Хантинга». Спасаясь от охранников, Джей и Боб пробегают мимо площадки, где снимается фильм «Сорвиголова», а руководит съёмками Марк Стивен Джонсон, который впоследствии и поставил этот фильм. На съёмках вымышленного «Крика 4» героиня Шэннен Доэрти выражает крайнее удивление, что под маской маньяка скрывается орангутан (на съёмках трилогии «Крик» Уэс Крэйвен никогда не говорил актёрам, кто является настоящим убийцей). В одной из сцен на заднем плане можно заметить несколько мужчин в чёрных костюмах и одного в полицейской униформе, это аллюзия на «Бешеных псов» (1992). Когда Джей и молчаливый Боб прыгают на велосипеде и оказываются на фоне луны это отсылка к фильму «Инопланетянин».
В фильме также много аллюзий на другие фильмы Смита. Так, на протяжении фильма эпизодически появляются персонажи из «Клерков» (Данте, Рэндел и Уильям Блэк), «Лоботрясов» (Броди) и «В погоне за Эми» (Холден, Бэнки и Алиса). После финальных титров фильма гигантскую книгу с логотипом View Askew закрывает Бог в исполнении Аланис Мориссетт, которая сыграла эту же роль в «Догме». Поскольку в фильмах Смита играют преимущественно одни и те же актёры, некоторые из них (Джейсон Ли и Бен Аффлек) исполнили в фильме по две роли. Герои часто либо повторяют дословно, либо произносят с небольшими изменениями фразы, которые они говорили в предыдущих фильмах. Например, когда Крисси наставляет нож на Джея, он произносит: «Зачем тебе нож? Мы что, будем резать торт или что?» (эта фраза была написана для сцены в поезде в «Догме»). Уильям Блэк (его играет постоянный продюсер фильмов Смита Скотт Мосье), единственный раз появившись в кадре, произносит фразу «That’s beautiful, man», которую он постоянно повторял в «Клерках». В сцене, где Джей и Молчаливый Боб едут в автомобиле с монахиней, над приборной доской автомобиля установлена статуэтка «Дружище Христос» из «Догмы».
В фильмах Кевина Смита часто упоминается число 37. В данной картине можно заметить баннер, на котором написано «Поздравьте нас с нашим 37 ограблением». Сцена, на съёмки которой попадают Джей и Боб, обозначена как «Сцена 37, дубль 1». Тюремный номер Джастис — 3737.
Фильм заканчивается эпизодом, пародирующим фильм «Пурпурный дождь» (1984) с участием снявшейся в «Пурпурном дожде» группы The Time.
Персонажи фильма регулярно ломают «четвертую стену».

## Саундтрек
Музыка из кинокартины Dimension Films: Джей и Молчаливый Боб наносят ответный удар, саундтрек к фильму, был выпущен 14 августа 2001 года Universal Records. Смесь диалогов из фильма с песнями различных жанров, которые появляются в фильме. В саундтреке есть хит 2001 года Afroman — «Because I Got High», чья музыка стала символом Джея и Молчаливого Боба.

### Список композиций
1. Interlude: Cue Music — Джейсон Ли как Броди Брюс — 0:03
2. «Jay’s Rap 2001» — Джейсон Мьюз как Джей — 0:32
3. «Kick Some Ass» — Stroke 9[англ.] — 4:05
4. Holden on Affleck — Бен Аффлек как Холден МакНейл — 0:28
5. «Tube of Wonderful» — Dave Pirner — 1:45
6. Cyber Savvy — Бен Аффлек & Джейсон Мьюз как Холден и Джей — 0:07
7. «Choked Up» — Minibar — 2:58
8. Doobie Snacks — Джейсон Мьюз как Джей — 0:08
9. «Magic Carpet Ride» — Steppenwolf — 2:43
10. Jay & Justice — Шэннон Элизабет и Джейсон Мьюз как Джастис и Джей — 0:11
11. «Bad Medicine» — Bon Jovi — 3:55
12. Stealing Monkeys — 0:08
13. «This Is Love» — PJ Harvey — 3:45
14. Advice From Above — 0:23
15. «The Devil's Song» — Marcy Playground — 2:52
16. Idiots vs. The Internet — 0:06
17. «Tougher Than Leather» — Run-D.M.C. — 4:23
18. Willenholly’s Woe — Уилл Феррелл как Уилленхолли — 0:09
19. «Bullets» — Bob Schneider — 4:22
20. Touching A Brothers Heart — Джейсон Мьюз и Tracy Morgan как Джей и драгдилер — 0:23
21. «Hiphopper» — Thomкак Rusiak featuring Teddybears STHLM — 4:46
22. Two Thumbs Up — Chris Rock как Чака Лютер Кинг — 0:07
23. «Jackass» — Bloodhound Gang — 2:26
24. A Smooth Pimp and A Man Servant — Джейсон Мьюз как Джей — 0:16
25. «Jungle Love» — Morris Day and The Time — 3:03
26. NWP — Крис Рок как Чака Лютер Кинг — 0:14
27. «Because I Got High» — Afroman — 3:18